# Hada extrita
Hada extrita är en fjärilsart som beskrevs av Otto Staudinger 1888. Hada extrita ingår i släktet Hada och familjen nattflyn. Inga underarter finns listade i Catalogue of Life.